# Загребський квартет

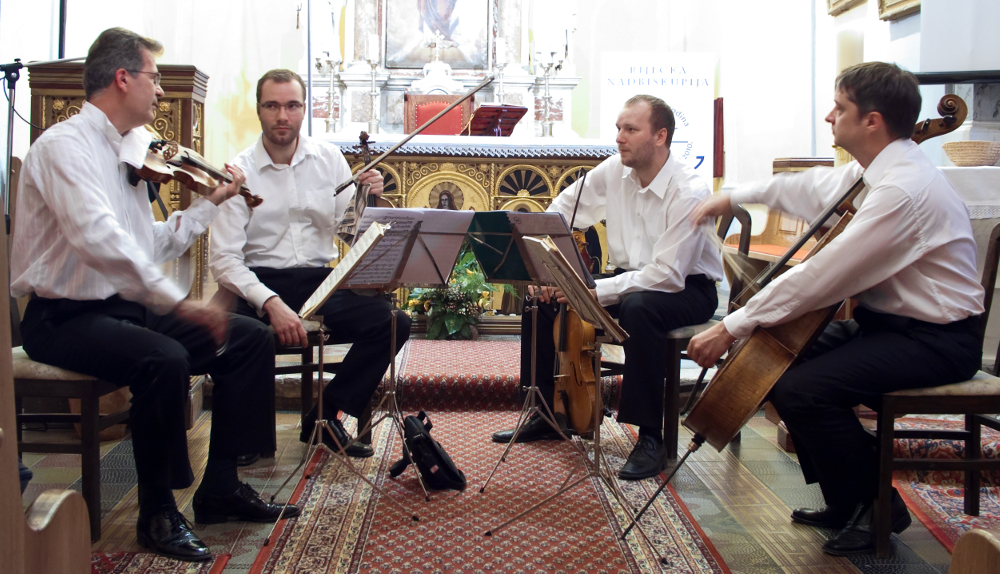
Загребський квартет в 2009 році

Загребський квартет (хорв. Zagrebački kvartet) — найстарший струнний квартет  Хорватії. Заснований в 1919 р. скрипалем і педагогом Вацлавом Хумлом. Існував до 1943 р., в 1954 р. був відтворений. 2007 квартет здобув премію Porin, а 2008 — премію Владимира Назора в номінації «життєві досягнення».

## Склад квартету
1919-1943:
Перша скрипка:
- Вацлав Хумл (1919)
- Ян Прибил
- Франціш Аран
- Ян Холуб
- Ладислав Міранов (1928 - 1937)
- Златко Топольський
- Степан Шулеко
- Александар Сегеді
- Людевіт Добронь

Друга скрипка:
- Мілан Граф

Альт:
- Ладислав Міранов (1919)
- Драгутін Аран (1920 - 1943)

Віолончель:
- Умберто Фабрі

1954-1977
Перша скрипка:
- Йосип Клима (1954 - 1977)
- Златко Балія (1954 - 1967)
- Едо Печарич (1954 - 1961, 1967 - 1977)
- Нікола Ямброшич (1962 - 1967)

Друга скрипка:
- Йосип Клима (1962 - 1967)
- Златко Балія (1954 - 1967)
- Едо Печарич (1954 - 1961)
- Нікола Ямброшич (1954 - 1961)
- Томіслав Шестак (1954 - 1961)
- Іван Кузьмич (1967 - 1977)

Альт:
- Душан Странич (1954 - 1967)
- Даніель Туні (1967 - 1977)
- Анте Живкович (1967 - 1977)

Віолончель:
- Звонімір попихали (1954 - 1961)
- Фред Кіфер (1954 - 1967)
- Йосип Стоянович (1967 - 1977)

З 1977 р.
Перша скрипка:
- Джорджа Тркулія (1977 - 1987)
- Горан Кончар (з 1987)

Друга скрипка:
- Марія Кобенцля (1977 - 1987)
- Горан Бакрач (1987 - 2001)
- Давор Філіпс (з 2001)

Альт:
- Анте Живкович (1977 - 2006)
- Хрвоє Філіпс (з 2006)

Віолончель:
- Йосип Стоянович (1977 - 1991)
- Мартін Йордан (з 1991)